# Honganoor, Arkalgud
Honganoor là một làng thuộc tehsil Arkalgud, huyện Hassan, bang Karnataka, Ấn Độ.